# إبراهيما ديالو (لاعب كرة قدم)
إبراهيما ديالو (بالإنجليزية: Ibrahima Diallo)‏ هو لاعب كرة قدم بريطاني، ولد في 16 يناير 1993.